# Manuel Cabello Molina
Manuel Cabello Molina (Carapeguá, 6 de junio de 1912-10 de diciembre de 1932) fue un militar paraguayo que peleó en la Guerra del Chaco, formando parte de la que se consideró una unidad de élite en el ejército paraguayo, el Regimiento N°6 "Boquerón". Falleció el 10 de diciembre de 1932 durante una ofensiva paraguaya en el sector del km 7 del camino Alihuatá-Saavedra, siendo ascendido póstumamente a Teniente 1°. La calle principal de su ciudad natal lleva el nombre de "Teniente 1° Manuel Cabello".

## Vida
Nació el 6 de junio de 1912 en Carapeguá, hijo de Dionicio Cabello Rotela, comerciante y hacendado, y Silvia Concepción Molina Orué. Era hermano menor de los también combatientes Jorge, Ramón Dionisio y Del Rosario Leodegar, quien alcanzaría el grado de general del Ejército y llegaría a ser Ministro de Defensa muchos años después de la guerra. Fue nieto del alférez 1° Cándido Rosa Cabello, también oficial veterano de la Guerra del 70, aunque no llegó a conocerlo.

## Trayectoria Militar
Inició su instrucción militar en la recientemente fundada Escuela Militar, siendo cadete del cuarto curso al momento del estallido del conflicto en el Chaco. Ante tal situación, formó parte de la 17° Remesa de Oficiales, que fue asignada al Regimiento N°6 Boquerón. Tuvo su bautismo de fuego el 17 de septiembre de 1932 en el ataque al Fortín Boquerón. Como reconocimiento por la actuación en la victoria y captura del fortín, fue ascendido el 1 de octubre de 1932 al grado de Teniente 2° junto con todos sus camaradas de remesa.
Posterior a la retoma del fortín Boquerón, participó en las acciones de Yucra, Castillo, Arce y Alihatá, luego de las cuales el R.I.6 Boquerón fue asignado a las ofensivas que tenían lugar sobre el Ejército Boliviano en el camino Alihuatá-Saavedra, principalmente en el km 12 y el km 7.

## Ofensiva en km 7 y muerte
A pesar de los malos resultados que los ataques frontales habían tenido en este sector, el comando paraguayo decidió realizar otro intento de ruptura el 10 de diciembre en el sector del km 7. El campo de batalla consistía en un amplio pajonal que cruzaba el camino y que hacía a la defensa boliviana muy efectiva. 
El ataque inició temprano y se extendió durante todo el día. A pesar de que el avance era muy desfavorable y ya pocos combatientes persistían, el Teniente 2º Manuel Cabello avanzó hasta llegar casi sobre las líneas bolivianas. En ese momento una ráfaga de armas automáticas lo alcanzó mortalmente en la cabeza, cayendo muerto instantáneamente. Su cuerpo quedó en el campo de batalla y muy cerca de la posición boliviana; y pudo recuperarse recién a medianoche gracias al esfuerzo de soldados que lo retiraron arrastrándose cuerpo a tierra y tirando del cadáver con correas portafusil.

En la misma acción (NdR: ofensiva del 10 de diciembre) su comandante de Pelotón, el Tte. 2° Manuel Cabello, murió heroicamente sobre las posiciones enemigas, al ser rechazado el asalto. Su cadáver quedó allí hasta la noche, en que fue rescatado, después de desaparecer la luz de la luna..."
 (Granada, 1986, pág. 9, vol 1)

## Reconocimientos póstumos y entierro
Fue ascendido de forma póstuma a Teniente 1° por Decreto Presidencial N° 47.023 el 5 de abril de 1933. Además, la calle principal de Carapeguá y el primer club de fútbol de la ciudad llevan el nombre de "Teniente 1° Manuel Cabello".  Sus restos se encuentran en el Cementerio de la Recoleta.